# Rodrigo Mora (calciatore 2007)
Rodrigo Mora de Carvalho (Porto, 5 maggio 2007) è un calciatore portoghese, centrocampista o ala del Porto e della nazionale portoghese.
È il più giovane esordiente nella storia del calcio portoghese, avendo disputato la sua prima partita all'età di quindici anni.

## Carriera

### Club
Calcisticamente cresciuto nel settore giovanile del Porto, il 15 gennaio 2023 ha debuttato con la seconda squadra dei Dragões, nell'incontro di Segunda Liga pareggiato per 1-1 contro il Tondela; è così diventato il più giovane esordiente nella storia del calcio portoghese, all'età di quindici anni. L'11 novembre 2023 ha realizzato la sua prima rete tra i professionisti, nella sconfitta per 2-3 sul campo del Peñafiel.
Il 29 settembre 2024 ha esordito in prima squadra, nell'incontro di Primeira Liga vinto per 4-0 contro l'Arouca all'Estádio Dragão. Il 28 ottobre è andato a segno per la prima volta in campionato, nella vittoria per 5-0 sul campo dell'AVS Futébol.

### Nazionale
Nell'estate del 2024 si è laureato capocannoniere del campionato europeo under-17, entrando a far parte della formazione ideale stilata dalla UEFA.
Il 4 giugno 2025 è stato convocato per la prima volta in nazionale maggiore, in occasione della partita di Nations League vinta per 2-1 contro la Germania; l'8 giugno ha vinto il torneo, senza però scendere mai in campo, grazie al successo ai calci di rigore contro la Spagna.

## Statistiche

### Presenze e reti nei club
Statistiche aggiornate al 14 agosto 2025
| Stagione        | Squadra         | Campionato      | Campionato | Campionato | Coppe nazionali | Coppe nazionali | Coppe nazionali | Coppe continentali | Coppe continentali | Coppe continentali | Altre coppe | Altre coppe | Altre coppe | Totale | Totale |
| Stagione        | Squadra         | Comp            | Pres       | Reti       | Comp            | Pres            | Reti            | Comp               | Pres               | Reti               | Comp        | Pres        | Reti        | Pres   | Reti   |
| --------------- | --------------- | --------------- | ---------- | ---------- | --------------- | --------------- | --------------- | ------------------ | ------------------ | ------------------ | ----------- | ----------- | ----------- | ------ | ------ |
| 2022-2023       | Porto B         | SL              | 2          | 0          | CP+CdL          | 0+0             | 0+0             | -                  | -                  | -                  | -           | -           | -           | 2      | 0      |
| 2023-2024       | Porto B         | SL              | 32         | 5          | CP+CdL          | 0+0             | 0+0             | -                  | -                  | -                  | -           | -           | -           | 32     | 5      |
| Totale Porto B  | Totale Porto B  | Totale Porto B  | 34         | 5          |                 | 0               | 0               |                    | 0                  | 0                  |             | 0           | 0           | 34     | 5      |
| 2024-2025       | Porto           | PL              | 23         | 10         | CP+CdL          | 2+2             | 0+0             | UEL                | 5                  | 0                  | SP+CmC      | 0+3         | 0+1         | 35     | 11     |
| 2025-2026       | Porto           | PL              | 0          | 0          | CP+CdL          | 0+0             | 0+0             | UEL                | 0                  | 0                  | -           | -           | -           | 0      | 0      |
| Totale Porto    | Totale Porto    | Totale Porto    | 23         | 10         |                 | 4               | 0               |                    | 5                  | 0                  |             | 3           | 1           | 35     | 11     |
| Totale carriera | Totale carriera | Totale carriera | 57         | 15         |                 | 4               | 0               |                    | 5                  | 0                  |             | 3           | 1           | 69     | 16     |

### Record
- Più giovane esordiente nella storia del calcio portoghese[1]

## Palmarès

### Club
- Supercoppa portoghese: 1

Porto: 2024

### Nazionale
- Nations League: 1

Portogallo: 2025